# Hydrellia administrata
Hydrellia administrata är en tvåvingeart som beskrevs av Bock 1990. Hydrellia administrata ingår i släktet Hydrellia och familjen vattenflugor.
Artens utbredningsområde är Victoria i Australien. Inga underarter finns listade i Catalogue of Life.